# Homorod, Hunedoara
Homorod este un sat ce aparține orașului Geoagiu din județul Hunedoara, Transilvania, România.

## Imagini

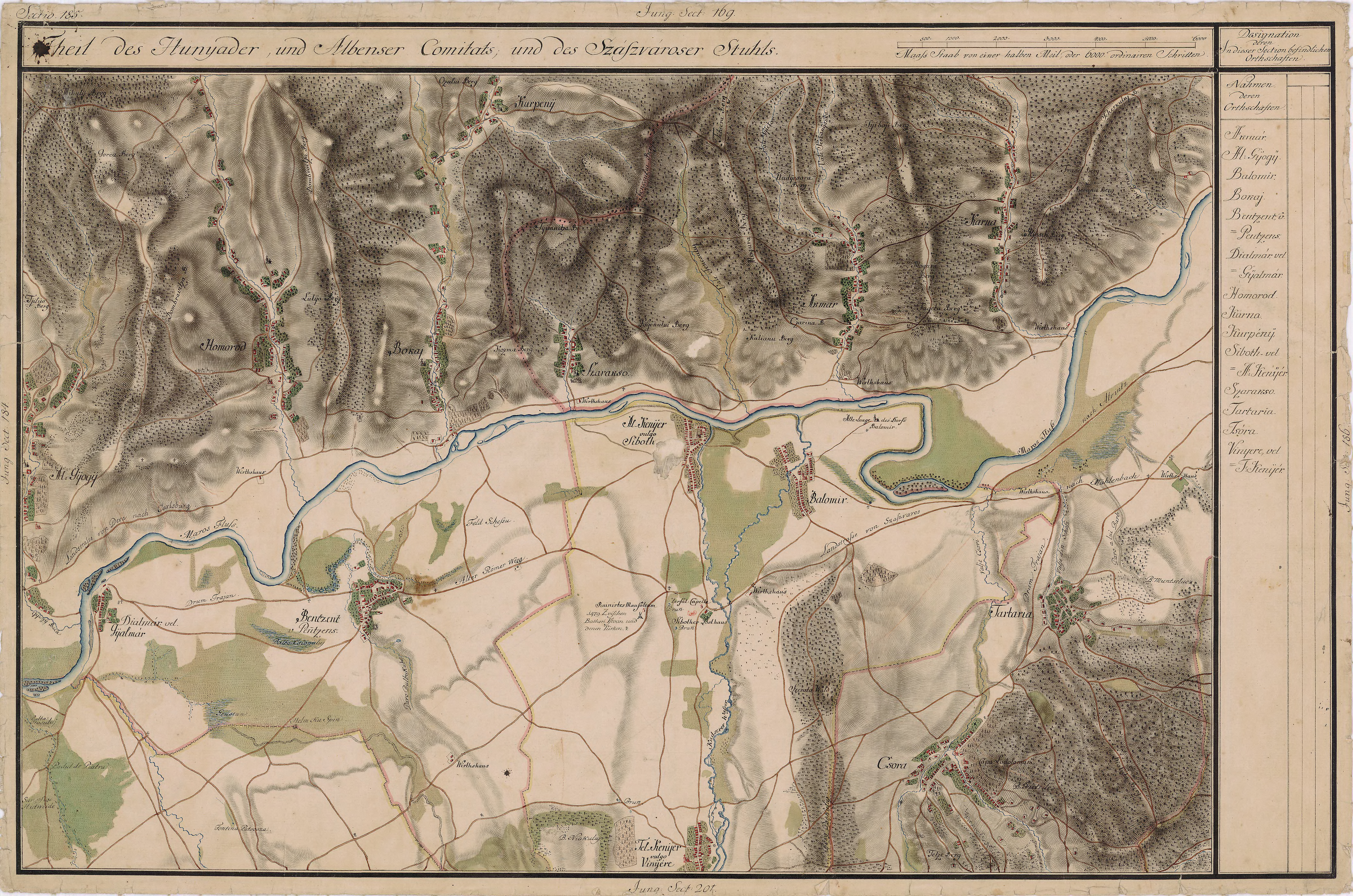
Homorod în Harta Iosefină a Transilvaniei, 1769-1773